# Larry Csonka
Larry Csonka (* 25. Dezember 1946 in Stow, Ohio) ist ein ehemaliger US-amerikanischer Footballspieler. Er ging als Fullback der Miami Dolphins im August 1987 in die Pro Football Hall of Fame der National Football League ein.
Mit einer Größe von 190 cm und einem Gewicht zwischen 105 und 115 kg erreichte er von 1971 bis 1973 mit den Miami Dolphins dreimal in Folge den Super Bowl. Nach einer Niederlage gegen die Dallas Cowboys im Super Bowl VI schafften die Dolphins 1972 als bisher einziges Team eine „Perfect Season“ mit 17 Siegen und anschließendem Erfolg im Super Bowl VII gegen die Washington Redskins. Im Super Bowl VIII, welchen die Miami Dolphins ebenfalls gewannen, wurde Larry Csonka zum Most Valuable Player gewählt.
Als No. 1 draft pick der Miami Dolphins von 1968 erreichte Larry Csonka im Laufe seiner Karriere (Miami Dolphins 1968–74 & 1979, New York Giants 1976–1978) bei 1891 Laufversuchen 8081 gelaufene Yards (bei nur 21 Ballverlusten), 106 Ballfänge und 68 Touchdowns. In den Jahren 1970–1974 wurde Csonka fünfmal in Folge für den Pro Bowl nominiert. 1979 wurde er zum NFL Comeback Player of the Year gewählt. Seine Rückennummer 39 wird von den Miami Dolphins nicht mehr an andere Spieler vergeben.